# Rolf Emmrich

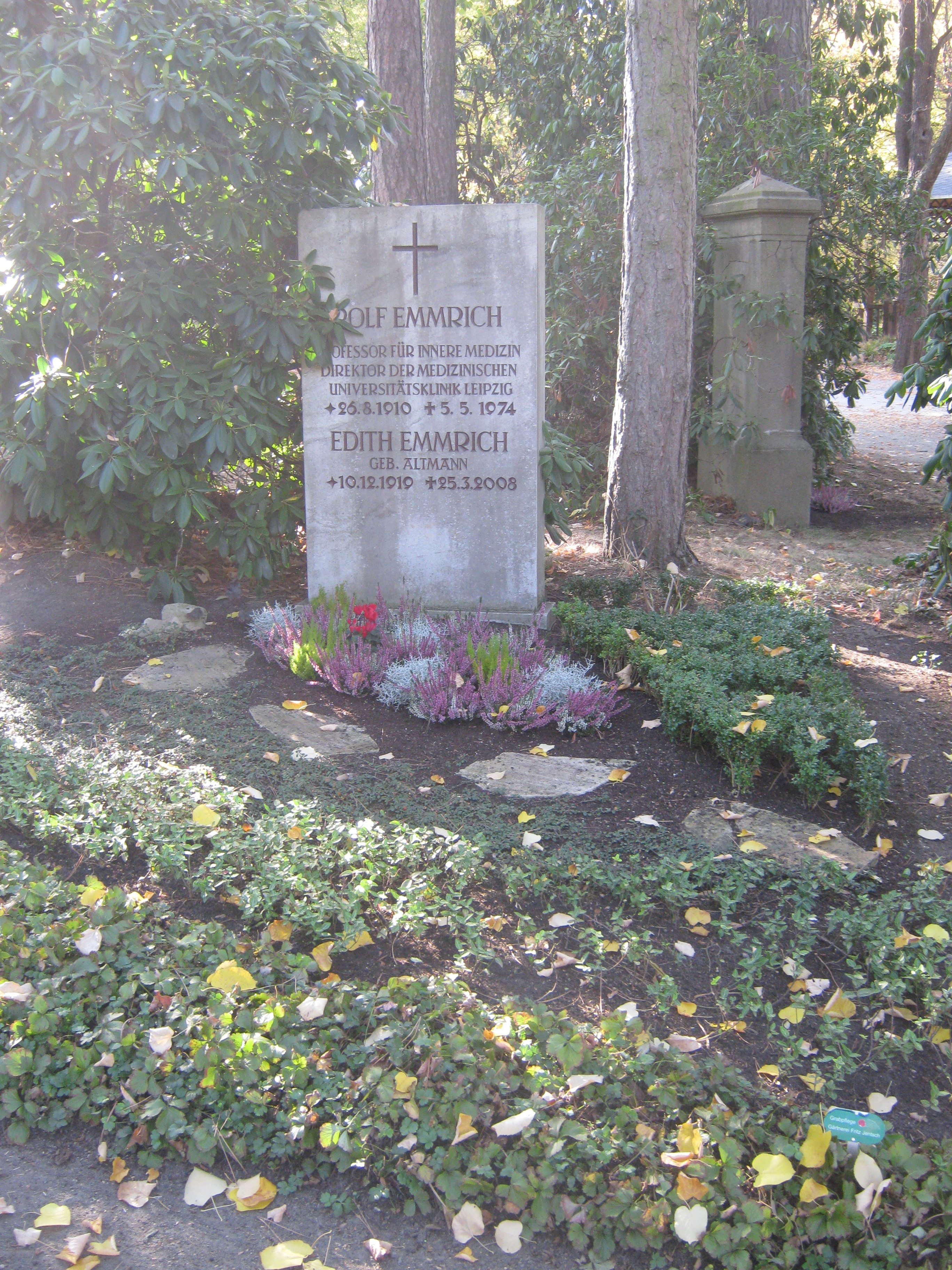
Grabstätte.

Rolf Emmrich (* 26. August 1910 in Freiberg; † 5. Mai 1974) war ein deutscher Internist und Hochschullehrer.

## Leben
Emmrich war der Sohn eines Architekten und Baumeisters und erlangte 1930 am humanistischen Gymnasium Albertinum in Freiberg das Abitur. Ab dem Sommersemester 1930 studierte er an den Universitäten Tübingen und Freiburg im Breisgau Medizin. Zum 1. September 1931 trat Emmrich der NSDAP bei (Mitgliedsnummer 635.567). In Tübingen renoncierte er bei der Landsmannschaft Schottland. Als Angehöriger des Nationalsozialistischen Deutschen Studentenbunds war er 1932 Führer der Tübinger Studentenschaft und 1933/34 NS-Stabsleiter der Württembergischen Studentenschaft. Nach dem medizinischen Staatsexamen 1935 promovierte er 1936 in Tübingen magna cum laude zum Dr. med. Emmrich war auch Mitglied der SA, der Nationalsozialistischen Volkswohlfahrt und des Nationalsozialistischen Deutschen Dozentenbunds.
Von 1936 bis 1937 war er Volontärassistent am Pathologischen Institut der Universität München. Darauf folgte eine Tätigkeit am chemischen Institut der Universität Leipzig bis 1940. Nach kurzer Tätigkeit am Universitätsklinikum in Frankfurt am Main wurde Emmrich in der inneren Abteilung eines Lazaretts aktiv.
Im Juli 1948 habilitierte sich Emmrich mit der Schrift Makromolekulare Struktureigenschaften der Serumproteine und ihre Bedeutung für die Klinik an der Universität Halle-Wittenberg in Halle. Auf die Tätigkeit als Dozent für Innere Medizin folgte die kommissarische Leitung der II. Medizinischen Klinik und Poliklinik Halle (Saale).
Im Mai 1954 wurde Rolf Emmrich zum Professor mit Lehrstuhl für Innere Medizin an die neu gegründete Medizinische Akademie Magdeburg berufen und zum Direktor der Medizinischen Klinik ernannt. 1959 folgte er dem Ruf auf das Ordinariat für Innere Medizin an der Universität Leipzig. Hier wurde er auch Direktor der Universitätsklinik. Seine großen Erfahrungen auf dem Gebiet der allgemeinen klinischen Krankheitslehre unter Einbeziehung moderner biochemischer und neuer Pharmakotherapie wurden Grundlage für ein intensives Arbeiten in Lehre, Forschung und Betreuung. Er versuchte auch, die Klinik mit modernen medizinischen Großgeräten auszustatten und geriet dadurch in Konflikt mit der Gerätekommission, die in der DDR die Beschaffung solcher Technik kontrollierte.
Ab 1961 war er ordentliches Mitglied der Sächsischen Akademie der Wissenschaften zu Leipzig. Von 1961 bis 1963 oblag ihm die Leitung des Zentrums für Sportmedizin der DDR. Ferner war er Direktor des Instituts für Sportmedizin der Deutschen Hochschule für Körperkultur in Leipzig. 1963 wählte man ihn zum Mitglied der Leopoldina zu Halle.
Ab 1963 war Rolf Emmrich Mitherausgeber der Zeitschrift für die gesamte innere Medizin und ihre Grenzgebiete, die von der Sektion Innere Medizin der Deutschen Gesellschaft für Klinische Medizin in der DDR herausgegeben wurde.
Sein Sohn Frank wurde auch Hochschullehrer an der Medizinischen Fakultät der Leipziger Universität.

## Rolf-Emmrich-Förderpreis
Seit 1992 wird der Rolf-Emmrich-Förderpreis der Sächsischen Gesellschaft für Innere Medizin in Anerkennung klinischer Arbeiten junger Wissenschaftler auf dem Gebiet der inneren Medizin verliehen, dessen Dotation 10.000 Euro beträgt.

## Schriften
- Spina bifida und Familien mit spina bifida. Tübingen 1936 (Dissertation).
- Chronische Krankheiten des Bindegewebes. Beiträge zur Pathologie und Klinik der Organ- und Systemsklerosen. Thieme, Leipzig 1961.
- Zur Problematik der Leberzirrhose. Akademie-Verlag, Leipzig 1964.
- Bluteiweiß und Bluteiweißstörungen. Thieme, Leipzig 1964.
- Arbeitsmethoden der inneren Medizin und ihr verwandter Gebiete. Ein Handbuch für Klinik und Praxis. 8 Bände. Gustav Fischer, Jena 1965 (1. Band).
- Realität und Theorien des Alterns. Akademie-Verlag, Berlin 1966.
- Durchblutungsstörungen an den Gliedmaßen. Periphere arterielle Verschlußkrankheiten. Berlin 1967.
- Hochdruck und Hyperlipidämie (Hypercholesterinämie) als Risikofaktoren für die Entstehung der Arteriosklerose. Akademie-Verlag, Leipzig 1971.
- mit Werner Lembcke: Schock und Schockbehandlung. Thieme, Leipzig 1974.
- Zwischen Leben und Tod. Ärztliche Probleme der Thanatologie. Akademie-Verlag, Berlin 1974.